# Calymperidium subulatum
Calymperidium subulatum là một loài rêu trong họ Calymperaceae. Loài này được Sande Lac. M. Fleisch. mô tả khoa học đầu tiên năm 1904.